# Pycnolejeunea johannis-winkleri
Pycnolejeunea johannis-winkleri là một loài Rêu trong họ Lejeuneaceae. Loài này được Herzog mô tả khoa học đầu tiên năm 1931.